# Сава Освячений

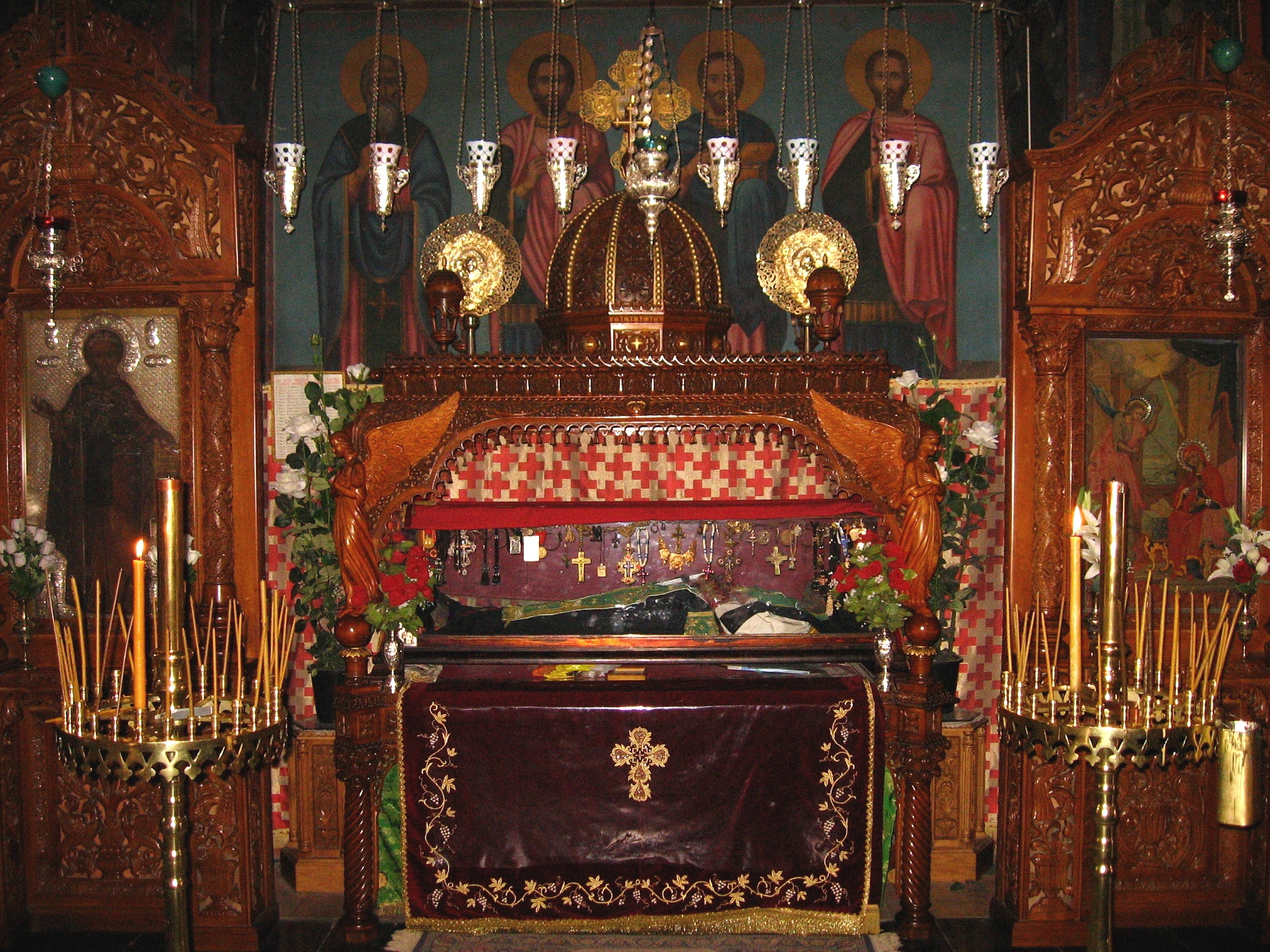
Мощі святого Сави Освяченого в головній церкві монастиря Мар Саба в Палестині

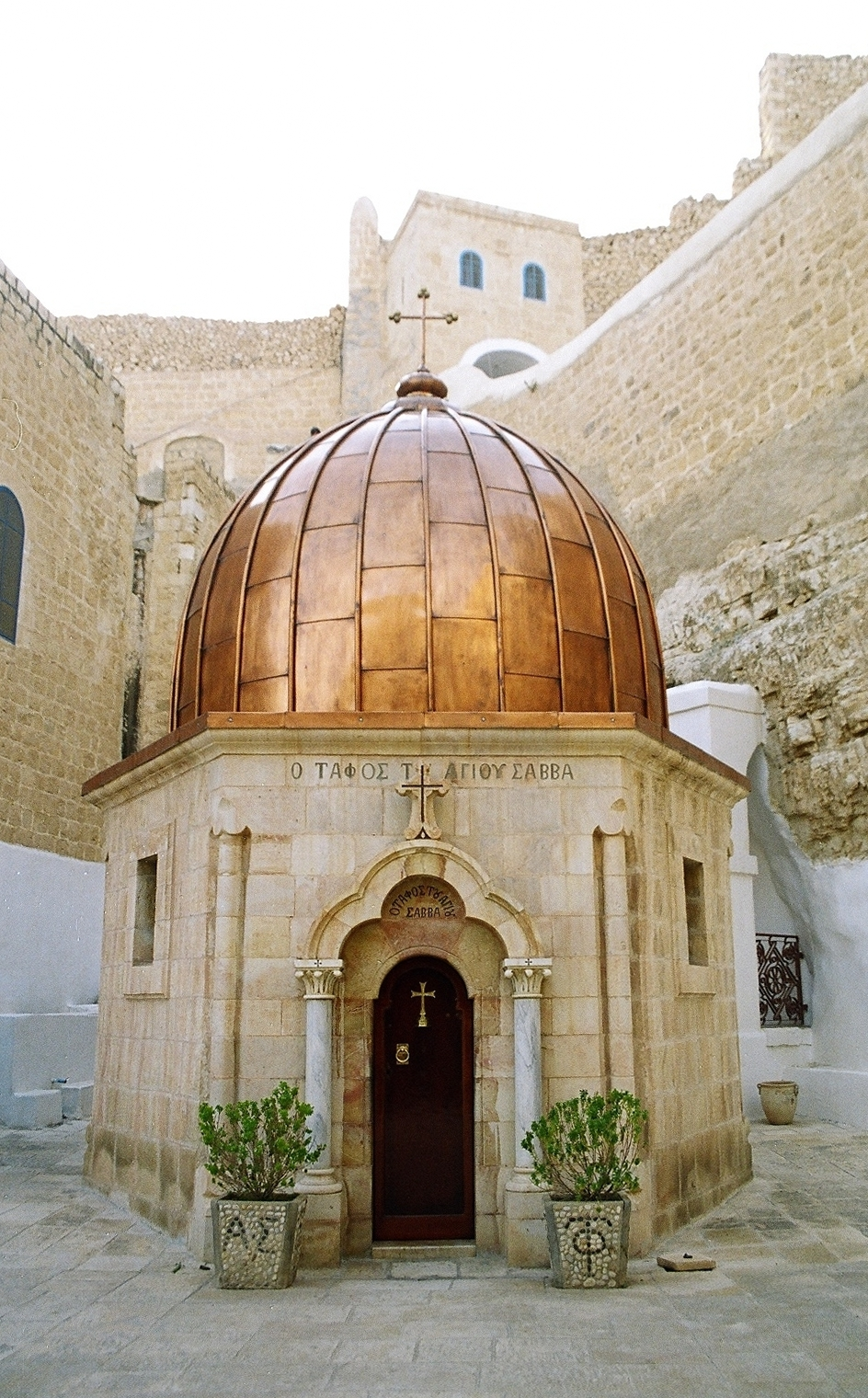
Гробниця святого Сави в Палестині

Са́ва Освя́чений (439, Кападокія — 5 грудня 532, Палестина) — святий, монах грецький, засновник монастиря (лаври) в Мар Сабі (біля Єрусалима, Палестина) та інших монастирів.

## Життєпис
Родом кападокієць, він з восьми років жив у монастирі. 484 року заснував у пустелі коло Йордана монастир, який пізніше отримав назву монастиря св. Сави Освяченого. Преподобний Сава склав перше правило чернечого «Богослужбового статуту» (Єрусалимський Типикон).
508 року заснував у Нікополісі монастир.
|                                        | Іншої ночі блаженний Сава вийшов із келії своєї і пішов через потік, співаючи Псалтир. І бачить раптом вниз по течії потоку, де тепер лежить чесне його тіло, посеред тої церкви стовп вогняний, що стояв на землі, а верхом сягав неба. Побачивши ж жахливе те видіння, настрашений і зраділий подумав про сказане в книгах: про сходи, показані Іакову, кажучи: «До чого страшне місце це! Є це ніщо інше, як Дім Божий!» І пробувши на тому місці до зорі, молячись, зі страхом і трепетом зійшов (туди), де був стовп вогняний, і знайшов печеру велику та чудесну церкву з образом Божим. На східній стіні — Вівтар Богозданий, на північній — велике приміщення для диякона. |
| — З житія преподобного Сави Освяченого | |

Помер 532 року. Пам'ять відзначається 5 грудня та в суботу сиропусного тижня.

## Устав святого Сави Освяченого
У 524 році в Лаврі преподобного Сави був введений написаний ним монастирський устав, який отримав назву Єрусалимський або Палестинський. Пізніше він був введений в спільножитних обителях всієї Палестини, звідки поширився по всьому Православному Сході. На Русі з'явився в широкому вжитку з часу митрополита Київського Кипріяна. Устав преподобного Сави більшою мірою регламентував порядок богослужінь, хоча й описує чернечі традиції палестинських монастирів VI століття. На створення Єрусалимського уставу вплинули чернечі устави преподобного Пахомія і святого Василя Великого. Оригінальний список Єрусалимського уставу, за повідомленням Симеона Солунського, згорів в 614 році коли Єрусалим захопив перський цар Хосров.